# Federação Norueguesa de Voleibol
A Federação Norueguesa de Voleibol  (em norueguês:Norges Volleyballforbund NVBF) é  uma organização fundada em 1949 que governa a pratica de voleibol na Noruega, sendo membro da Federação Internacional de Voleibol e da Confederação Européia de Voleibol, a entidade é responsável por  organizar  os campeonatos nacionais de  voleibol masculino e feminino no território..